# FOX-y Lady
FOX-y Lady («Дамочка с канала FOX») — десятая серия седьмого сезона мультсериала «Гриффины». Премьерный показ состоялся 22 марта 2009 года на канале FOX.

## Сюжет
Телеканал Fox News Channel переходит в формат HDTV, поэтому Гриффинам приходится покупать новый телевизор. Все в Куахоге в шоке, увидев лицо любимой привлекательной ведущей Ронды Латимер в высокой чёткости: старое и морщинистое. Поэтому руководство канала немедленно отправляет её в бухту Гуантанамо.
FOX ищет замену выбывшей журналистке, и Лоис решает попробовать себя в роли телекорреспондентки, несмотря на протесты Брайана, заявляющего, что FOX — это зло, что это — фабрика лжи, и что они финансируют Республиканскую партию. Лоис принимают на работу. Первое её задание — сделать сюжет-расследование, доказывающее, что Майкл Мур — гомосексуалист. Доказательства ею добыты, но начальство не принимает сюжет, так как партнёр Мура, Раш Лимбо, оказался «одним из своих», которого «не надо чернить». Лоис расстроена, а Брайан убеждает её сделать-таки сюжет.
Лоис с Брайаном следующей ночью опять проникают в усадьбу Мура и выясняют, что ни Майкла Мура, ни Раша Лимбо на самом деле не существует — их роли играет Фред Сэйвэдж. Лоис делает репортаж об этом удивительном актёре, и после этого шоу с Сэйвэджем выходит в эфир каждые выходные, она вернула ему былую популярность.
Тем временем Питер решает создать собственный мультсериал, и для этого берёт себе в помощники Мег (которую он вскоре увольняет за слишком умные и верные замечания) и Криса. Их идея — мультфильм о покалеченных утках («Handi-Quacks») с главными героями по имени Красная Медовая Обезьяна (Red Honey Monkey), Кака-морда Помидорный Нос (Poopy Face Tomato Nose) и СтервУтка (Bitch Duck). Довольно скоро готов первый эпизод. На его озвучивание приглашены Джо, Кливленд и Куагмир.
Пилотная серия отснята, озвучена и смонтирована, и Питер отправляется к руководителю канала FOX, пытаясь убедить того запустить это шоу в эфир. Чернину нравится мультфильм, но Питер остаётся ни с чем, потому что не умеет правильно общаться с людьми, тем более занимающими высокие посты.
В конце эпизода Лоис снова домохозяйка, и отказывается назвать причину своего увольнения с телевидения.

## Создание
Автор сценария: Мэтт Флекенштейн
Режиссёр: Пит Майклс
Композитор: Рон Джоунс
Приглашённые знаменитости: Джон Мохитта-младший, Сет Роген (камео), Фред Сэйвэдж (камео), Дэниел Стерн и Питер Чернин (камео)
Премьеру эпизода посмотрели 4,5 % американских семей; в момент трансляции премьеры 7 % телевизоров США были переключены на канал FOX
От регулярных критиков (IGN и TV Guide) эпизод получил достаточно высокие оценки.